# NES Classic

Copertina di Metroid

NES Classic (Famicom Mini Series in Giappone, Classic NES Series negli Stati Uniti) è una serie di videogiochi per Game Boy Advance, pubblicata nel 2004-2005 dalla Nintendo, che ripropone diversi titoli apparsi in origine su Nintendo Entertainment System. I giochi sono riprodotti fedelmente tramite emulatore, a volte con qualche piccola differenza. Le cartucce e l'imballaggio di questi videogiochi hanno una forma e una colorazione che rispecchia quelle del NES o del Famicom. Contemporaneamente Nintendo ha proposto anche una speciale versione del Game Boy Advance SP, colorata in modo da ricordare un gamepad del NES.

## Lista di titoli

### Famicom Mini
Le serie Famicom Mini è stata pubblicata nel solo Giappone.

#### 1ª serie
Pubblicata il 14 febbraio 2004:
- Super Mario Bros.
- Donkey Kong
- Ice Climber
- Excitebike
- Zelda no Densetsu 1 (The Legend of Zelda)
- Pac-Man
- Xevious
- Mappy
- Bomberman
- Star Soldier

#### 2ª serie
21 maggio 2004:
- Mario Bros.
- Clu Clu Land
- Balloon Fight
- Wrecking Crew
- Dr. Mario
- Dig Dug
- Takahashi Meijin no Bōkenjima (Adventure Island)
- Makaimura (Ghosts 'n Goblins)
- TwinBee
- Ganbare Goemon! Karakuri Douchuu

#### 3ª serie
10 agosto 2004:
- Super Mario Bros. 2 (Super Mario Bros.: the Lost Levels)
- Nazo no Murasame-jō
- Metroid
- Palutena no Kagami (Kid Icarus)
- Link no Bōken (Zelda II: The Adventure of Link)
- Shin Oni Ga Shima
- Famicom Tantei Club: Kieta Kōkeisha
- Famicom Tantei Club Part II: Ushiro ni Tatsu Shōjo
- Akumajō Dracula (Castlevania)
- SD Gundam World: Scramble Wars

Inoltre è stato pubblicato anche Super Robot Taisen 2 per la promozione di Super Robot Taisen GC.

### Versione internazionale
La serie Famicom Mini Series è stata rititolata come NES Classics in Europa e  Classic NES Series negli Stati Uniti.

#### 1ª serie
Stati Uniti: 7 giugno 2004; Europa: 9 luglio 2004
- Bomberman
- Donkey Kong
- Excitebike
- Ice Climber
- The Legend of Zelda
- Pac-Man
- Super Mario Bros.
- Xevious

#### 2ª serie
Stati Uniti: 25 ottobre 2004; Europa: 7 gennaio 2005
- Castlevania
- Dr. Mario
- Metroid
- Zelda II: The Adventure of Link